# Arima Shin’ichi

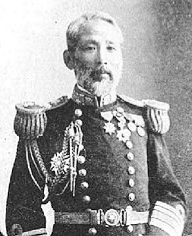
Vizeadmiral Arima Shin’ichi

Danshaku Arima Shin’ichi (japanisch 有馬 新一; * 26. Januar 1851 im Fürstentum Satsuma/Kagoshima (heute Präfektur Kagoshima); † 6. Dezember 1909) war ein japanischer Seeoffizier und zuletzt Vizeadmiral der Kaiserlich Japanischen Marine (Dai-Nippon Teikoku Kaigun), der unter anderem zwischen 1906 und 1908 Oberbefehlshaber der 1. Flotte (Dai-ichi Kantai) war. 1907 wurde er als Baron (Danshaku) in den Adelsstand (Kazoku) erhoben.

## Leben

### Ausbildung und Verwendungen als Seeoffizier

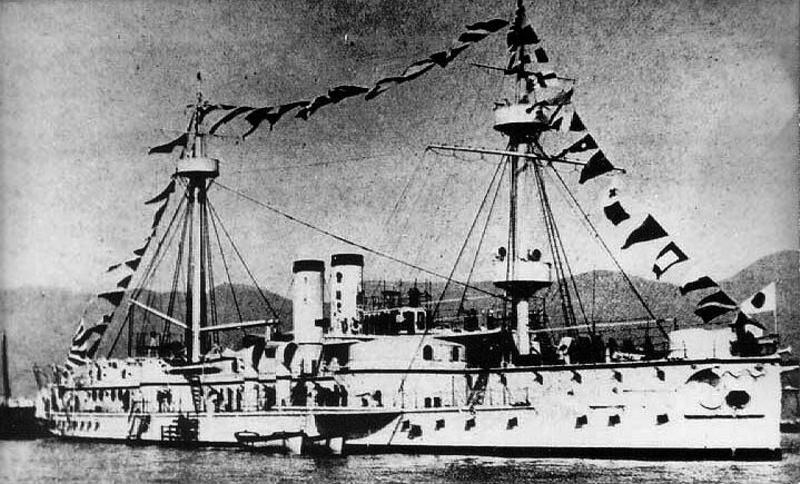
1895 war Kapitän zur See Arima Chef-Überführungsoffizier beziehungsweise Chef-Ausrüstungsoffizier des gepanzerten Turmschiffs Chin’en.

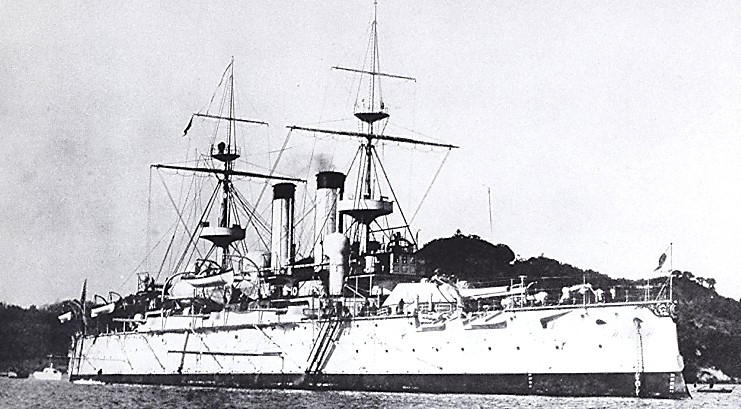
Nach der Fertigstellung war Kapitän zur See Arima Shin’ichi von 1895 bis 1897 erster des Schlachtschiffs Yashima.

Arima Shin’ichi begann am 24. September 1871 eine Ausbildung zum Seeoffizier an der Marineakademie (Kaigun Heigakkō), die er als Angehöriger des 2. Lehrgangs am 16. Oktober 1874 abschloss. Daraufhin trat er in die Kaiserlich Japanische Marine (Dai-Nippon Teikoku Kaigun) ein und fand in der Folgezeit zahlreiche Verwendungen als Seeoffizier. Er kam unter anderem auf der Korvette Tsukuba und der Gepanzerten Korvette Kongō sowie im Stab der Marineakademie  zum Einsatz. Während dieser Zeit wurde er am 8. Juni 1877 Leutnant zur See (shōi), am 27. Dezember 1878 zum Oberleutnant zur See (chūi) sowie am 17. Dezember 1881 zum Kapitänleutnant (taii) befördert. Nach einer kurzen Verwendung als Erster Artillerieoffizier auf der Panzerkorvette Kongō war er vom 17. Dezember 1884 bis zum 6. August 1885 Erster Offizier der Sloop Tenryū sowie zwischen dem 6. August 1885 und dem 31. Januar 1886 Erster Offizier der Settsu.
Im Anschluss fungierte er zwischen dem 31. Januar 1886 und dem 9. April 1887 als Erster Offizier des Panzerschiffs Fusō und wurde in dieser Verwendung am 7. April 1886 zum Korvettenkapitän (shōsa) befördert. Danach war er zwischen dem 11. Juli und dem 27. Oktober 1887 Kommandant der Korvette Amagi sowie vom 27. Oktober 1887 bis zum 15. Mai 1889 kommissarischer Kommandant der Sloop Musashi. Nach Tätigkeiten als Instrukteur für militärische Operationen, kommissarischer Kommandant der Sloop Tenryū sowie als kommissarischer Chef der Sektion 2 im Admiralstab der Marine (Kaigun Gunreibu) wurde er am 17. September 1893 zum Kapitän zur See (taisa) befördert, woraufhin er bis zum 20. Mai 1893 Chef der Sektion 2 im Admiralstab der Marine war. Nach einer darauf folgenden Verwendung als Kommandeur des Matrosenkorps im Marinebezirk Sasebo, war er vom 12. September 1893 bis zum 17. Dezember 1894 Kommandant der Panzerkorvette Kongō und anschließend zwischen dem 17. Dezember 1894 und dem 5. Juni 1895 Kommandant des Kreuzers Itsukushima. Daraufhin war er vom 5. Juni bis zum 25. Juli 1895 kurzzeitig Chef-Überführungsoffizier des chinesischen gepanzerten Turmschiffs Dingyuan, als dieses während des Ersten Japanisch-Chinesischen Krieges nach der Kapitulation des Stützpunktes Weihaiwei erobert und als Chin’en in die Kaiserlich Japanische Marine übernommen wurde.
Nach einer darauf folgenden Verwendung vom 25. Juli bis zum 27. Dezember 1895 als Kommandant des Geschützten Kreuzers Hashidate, war Arima Shin’ichi zwischen dem 27. Dezember 1895 und  dem 24. Juli 1896 Chef-Ausrüstungsoffizier der Chin’en. Am 24. Juli 1896 wurde er Chef-Überführungsoffizier des Schlachtschiffs Yashima. Dieses wurde in der Werft Armstrong, Mitchell and Company in Newcastle upon Tyne gebaut. Am 11. Dezember 1896 wurde er formell Kommandant dieses Schlachtschiffs, dessen Stapellauf am 28. Dezember 1896 und Indienststellung am 9. September 1897 erfolgte. Er kehrte nach der Übernahme des Schiffs am 30. November 1897 nach Japan zurück.

### Flaggoffizier und Aufstieg zum Vizeadmiral
Am 27. Dezember 1897 wurde Arima Shin’ichi zum Konteradmiral (shōshō) befördert und fungierte zwischen dem 27. Dezember 1897 und dem 14. Mai 1898 als Kommandeur des Wachbezirks (Keibi-fu) Takeshiki auf der Insel Tsushima. Im Anschluss war er vom 14. Mai 1898 bis zum 20. Mai 1900 Kommandeur des Marinebezirks Yokosuka sowie zugleich seit dem 17. Juni 1899 auch Kommandeur der dortigen Flottenverbände. Im Anschluss übernahm er vom 20. Mai 1900 bis zum 3. Juli 1901 den Posten als Kommandeur der Stationären Flotte (Jōbi Kantai) und war daraufhin zwischen dem 3. Juli 1901 und dem 7. Januar 1905 sowohl Direktor des Schiffbaukommandos der Marine (Kaigun Kansei Honbu) als auch Mitglied des Admiralitätsausschusses (Kaigun Shokan Kaigi). In dieser Zeit wurde er am 24. Mai 1902 zum Vizeadmiral (chūjō) befördert und war zudem vom 27. Oktober 1903 bis zum 7. Januar 1905 auch Direktor des Bildungskommandos der Marine (Kaigun Kyoiku Honbu). Nachdem er zwischen dem 7. Januar 1905 und dem 2. Februar 1906  Oberkommandierender des Marinebezirks (Chinju-fu) Kure war, fungierte vom 2. Februar bis zum 22. November 1906 als Oberkommandierender des Marinebezirks Sasebo.
Vizeadmiral Arima übernahm am 22. November 1906 als Nachfolger von Vizeadmiral Kataoka Shichirō den Posten als Oberbefehlshaber der 1. Flotte (Dai-ichi Kantai) und behielt diesen bis zum 26. Mai 1908, woraufhin Vizeadmiral Ijūin Gorō ihn ablöste. Aufgrund dieser Verdienste wurde er am 21. Mai 1907 als Baron (Danshaku) in den Adelsstand (Kazoku) erhoben. Er war zwischen dem 26. Mai und dem 28. August 1908 wieder Direktor des Bildungskommandos der Marine sowie Mitglied des Admiralitätsausschusses und befand sich anschließend vom 28. August 1908 bis zum 1. März 1909 in einer Wartestellung. Im Anschluss fungierte er zwischen dem 1. März und dem 1. Dezember 1909 noch einmal als Oberkommandierender des Marinebezirks Sasebo und wurde daraufhin am 1. Dezember 1909 erneut Mitglied des Admiralitätsausschusses, verstarb aber fünf Tage später am 6. Dezember 1909 in diesem Amt.